# Christine Schnittker

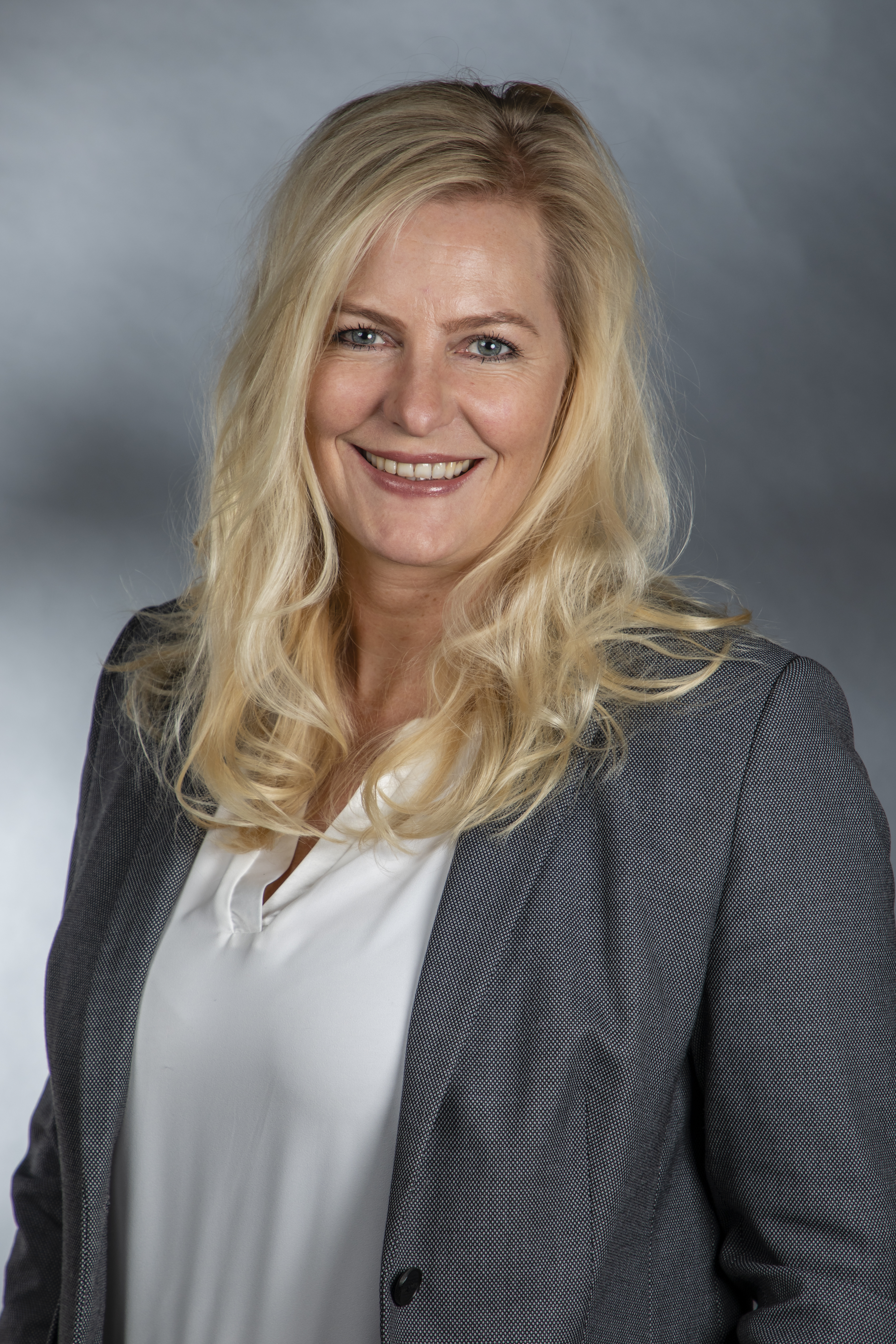
Christine Schnittker (2019)

Christine Schnittker (* 8. Juni 1974 in Bremerhaven) ist eine deutsche Politikerin (CDU). Sie ist seit 2015 Abgeordnete der Bremischen Bürgerschaft und seit 2023 dessen Vizepräsidentin.

## Biografie

### Familie, Ausbildung und Beruf
Schnittker besuchte bis 1990 die Johann-Gutenberg-Schule in Bremerhaven und schloss diese mit der Mittleren Reife ab. Von 1990 bis 1993 absolvierte sie eine Ausbildung zur Bankkauffrau. Seit Abschluss ihrer Ausbildung arbeitet sie bei der Weser-Elbe Sparkasse (ehemals Sparkasse Bremerhaven). Dort ist sie als Bankkauffrau und Qualitätsmanagerin tätig.
Sie wohnt in Bremerhaven-Schiffdorferdamm.

### Politik
Schnittker trat 2008 in die CDU Kreisverband Bremerhaven ein. Seit Februar 2009 war sie stellvertretende Vorsitzende des Stadtbezirksverbandes Geestemünde und ist seit Januar 2016 dessen Vorsitzende. Dem CDU-Kreisvorstand Bremerhaven gehörte sie von März 2010 bis 2018 als Beisitzerin an. Seit März 2018 ist sie stellvertretende Vorsitzende es Kreisverbands. Von 2011 bis 2015 war Schnittker Stadtverordnete in der Stadtverordnetenversammlung Bremerhaven und dort bildungspolitische Sprecherin der CDU-Fraktion, sowie Mitglied im Ausschuss für Öffentliche Sicherheit.
Seit der Bürgerschaftswahl am 10. Mai 2015 ist Schnittker Mitglied der Bremischen Bürgerschaft und hat dort ein Landtagsmandat für die CDU Bremen inne. Sie ist Mitglied in der Deputation für Inneres (Land), der Deputation für Kinder und Bildung (Land) und stellvertretendes Mitglied im Ausschuss Erhöhung der Wahlbeteiligung und Weiterentwicklung des Wahlrechts. Sie ist stellvertretendes Mitglied im Petitionsausschuss (Land) und im Ausschuss für Angelegenheiten der Häfen im Lande Bremen.

Sie war von 2019 bis Juni 2023 stellv. CDU-Fraktionsvorsitzende. Seit 2023 ist sie Vizepräsidentin der Bremer Bürgerschaft.

### Weitere Mitgliedschaften
Schnittker war bis zum 1. Oktober 2015 Mitglied in folgenden Aufsichtsräten:
- Schule für Alle gGmbH (seit 2011)
- Stadthalle Bremerhaven Veranstaltungs- und Messe GmbH (seit 2013)
- Zoo am Meer Bremerhaven GmbH (seit 2011).